# Hegbachaue bei Messel
Das Naturschutzgebiet Hegbachaue bei Messel (NSG-Kennung 1438021) liegt mit Anteilen im südlichen Teil des hessischen Landkreises Offenbach, im nördlichen Ende der Stadt Darmstadt und sein östlicher Teil im Landkreis Darmstadt-Dieburg. Es umfasst einen etwa 228,36 Hektar großen Wald- und Wiesenbestand.

## Gebietsbeschreibung
Die Hegbachaue gehört naturräumlich zum Messeler Hügelland. Das von West nach Ost langgestreckte Gelände des Naturschutzgebiets liegt mit seinem östlichen Teil im Norden der Gemarkung von Messel. Teile des Gebietes liegen in den Gemarkungen Egelsbach, Langen und Offenthal (Stadt Dreieich) (alle Landkreis Offenbach). Der südliche Teil liegt in der Stadt Darmstadt, Gemarkung Arheilgen. Es wurde am 3. Februar 1987 als Naturschutzgebiet ausgewiesen, die derzeit gültige Schutzverordnung datiert vom 9. Dezember 1994. Das NSG „Hegbachaue bei Messel“ ist seit 2008 Teil des Natura2000-Gebietes „Kranichsteiner Wald mit Hegbachaue, Mörsbacher Grund und Silzwiesen“ (FFH-Gebiet 6018-305).
Unter Schutz gestellt sind der mittig durchfließende Hegbach und seine Wiesenlandschaft bis in die angrenzenden Waldgebiete. Diese werden nördlich begrenzt von der Offenthaler Schneise im Koberstädter Wald. Im Osten wird das Gebiet begrenzt durch die Auen einer Mündungsfläche mehrerer Bäche in den Hegbach westlich des Hegbachteiches. Südlich begrenzt die Hanauer Steinschneise das Naturschutzgebiet, im Westen ist es der Übergang der Waldfläche in die landwirtschaftliche Nutzfläche südöstlich von Egelsbach. Zentral im NSG liegt der Ernst-Ludwig-Teich.

## Schutzzweck
Zweck der Unterschutzstellung ist es, die charakteristischen Waldgesellschaften und eine durch extensive Wiesennutzung entstandene Kulturlandschaft zu erhalten sowie die naturnahen Auen des Hegbachs und des Rutschbachs als Lebensraum einer Vielzahl seltener und vom Aussterben bedrohter Pflanzen- und Tierarten zu sichern. Das Naturschutzgebiet umfasst die Feuchtwiesen und Altholzbestände beiderseits von Hegbach und Rutschbach zwischen Messel und Egelsbach. Relativ kleinflächig und in der Regel an den Rändern der noch genutzten Wiesen finden sich Reste der ehemals viel weiter verbreiteten feuchten Magerrasen. Viele schon seit längerer Zeit brachliegende Wiesenflächen werden heute von artenarmen Großseggenrieden oder Röhrichten eingenommen. Der aufgelassene Acker im Osten des Gebiets und die umliegenden Wiesenbrachen werden heute von interessanten Sukzessionsstadien besiedelt. Die Waldbereiche umfassen Sumpfwälder und bachbegleitende Auenwälder.

## Flora und Fauna
In den Grünlandbereichen wachsen Silgen- und Wassergreiskraut-Wiesen (Sanguisorbo-Siletum), Pfeifengraswiesen, Wiesen-Fuchsschwanz-Glatthafer-Wiese, Kohldistel-Engelwurz-Wiesenfuchsschwanz-Wiesen, Rotschwingelwiesen und Borstgraswiesen. Als bemerkenswerte Pflanzenarten werden Sibirische Schwertlilie, Gewöhnliche Natternzunge, Färber-Scharte und Haarstrangblättriger Wasserfenchel genannt. Die Waldbereiche bestehen aus Erlen-Eschenwald mit Stieleiche und Flatterulme, Eichen-Hainbuchenwald und Hainsimsen-Buchenwald.
Am Hegbach brüten Eisvogel und Gebirgsstelze, am Ernst-Ludwig-Teich nisten Zwergtaucher, gelegentlich auch Graureiher. Die Wiesen besiedeln Feldschwirl, Schwarzkehlchen, Sumpfrohrsänger und Goldammer.

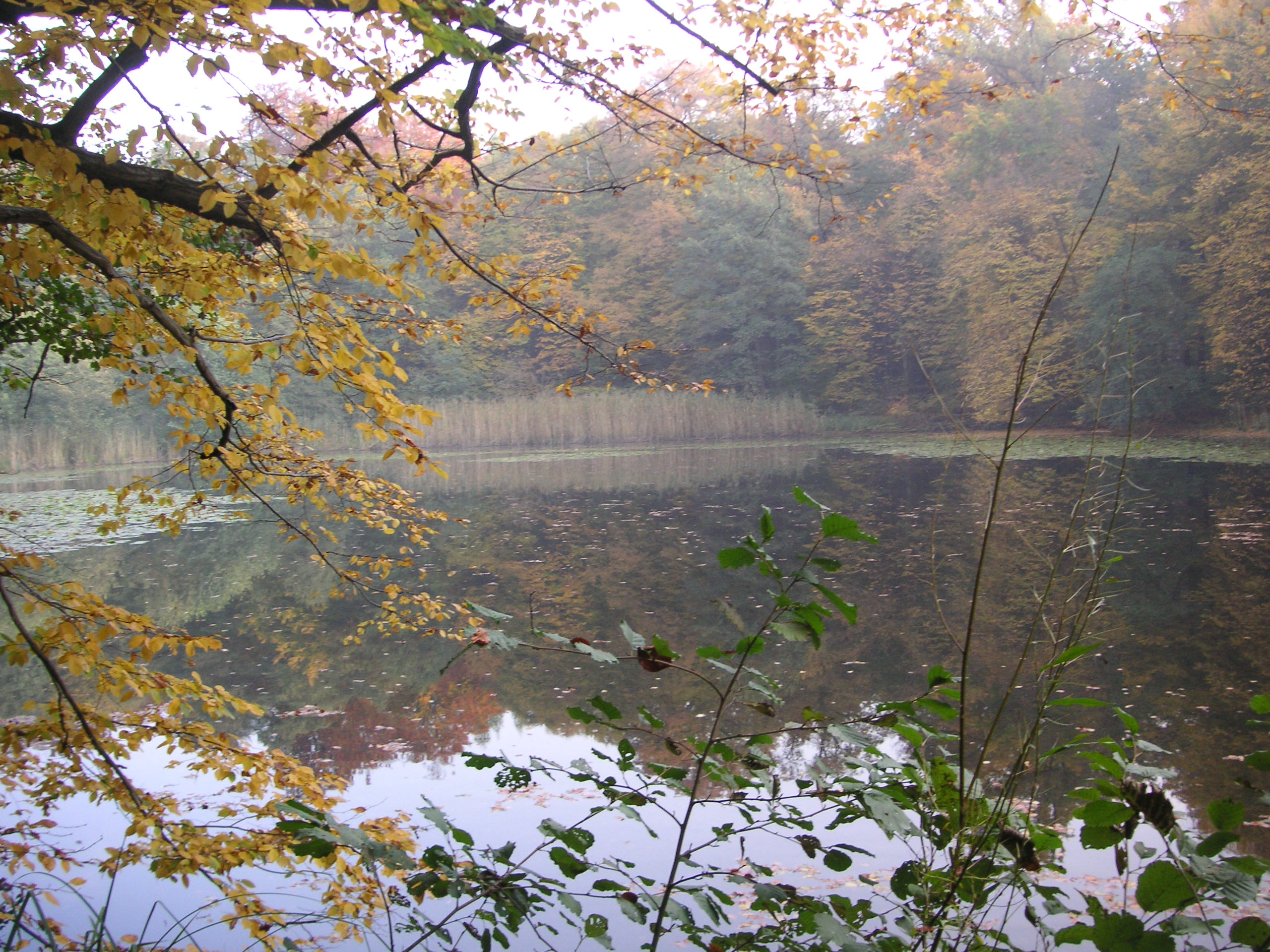
Der Ernst-Ludwig-Teich im NSG entstand durch Aufstauung des Hegbachs (2008)
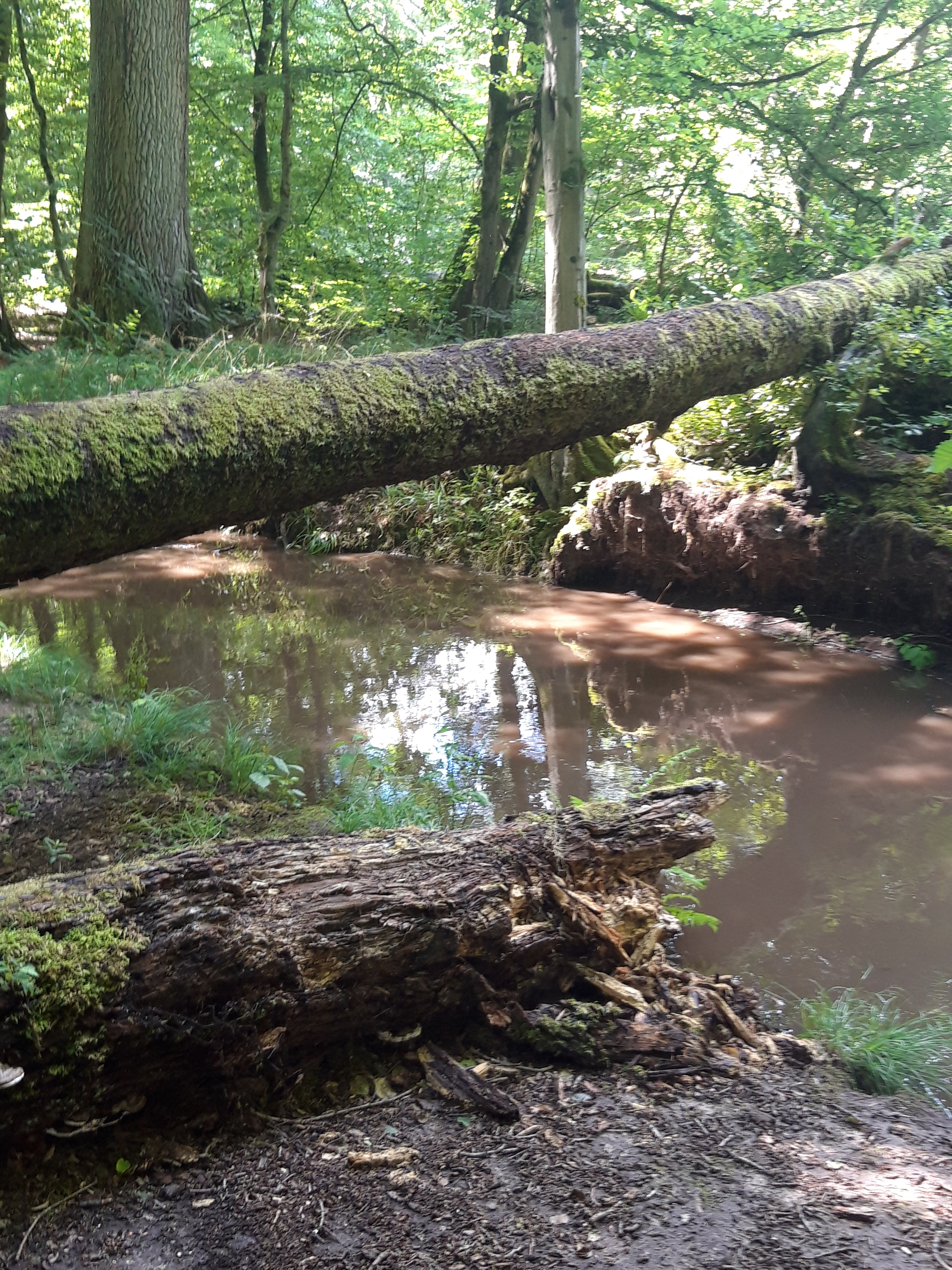
Naturbrücke über den Hegbach (2020)
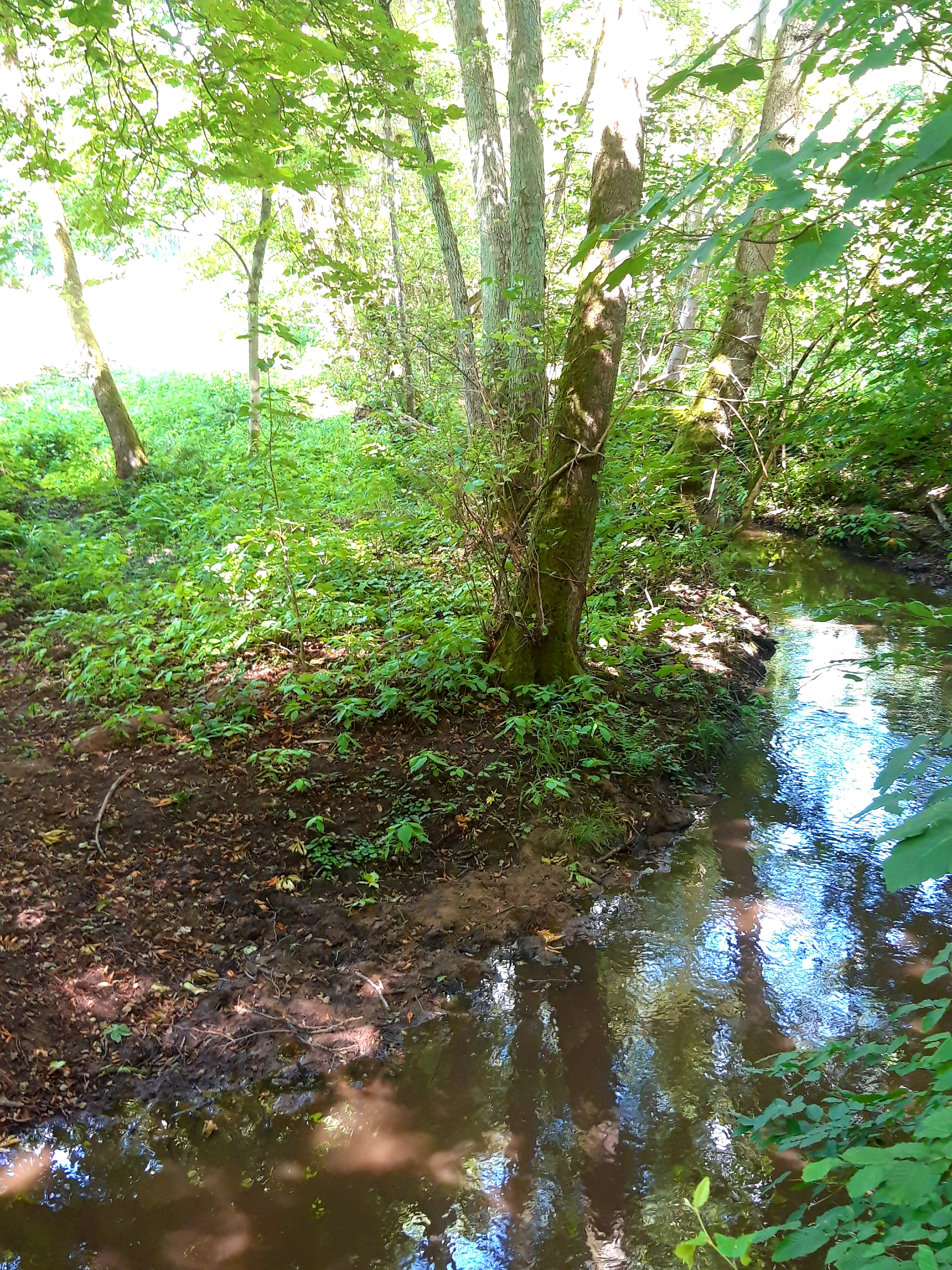
Hegbach (2020)
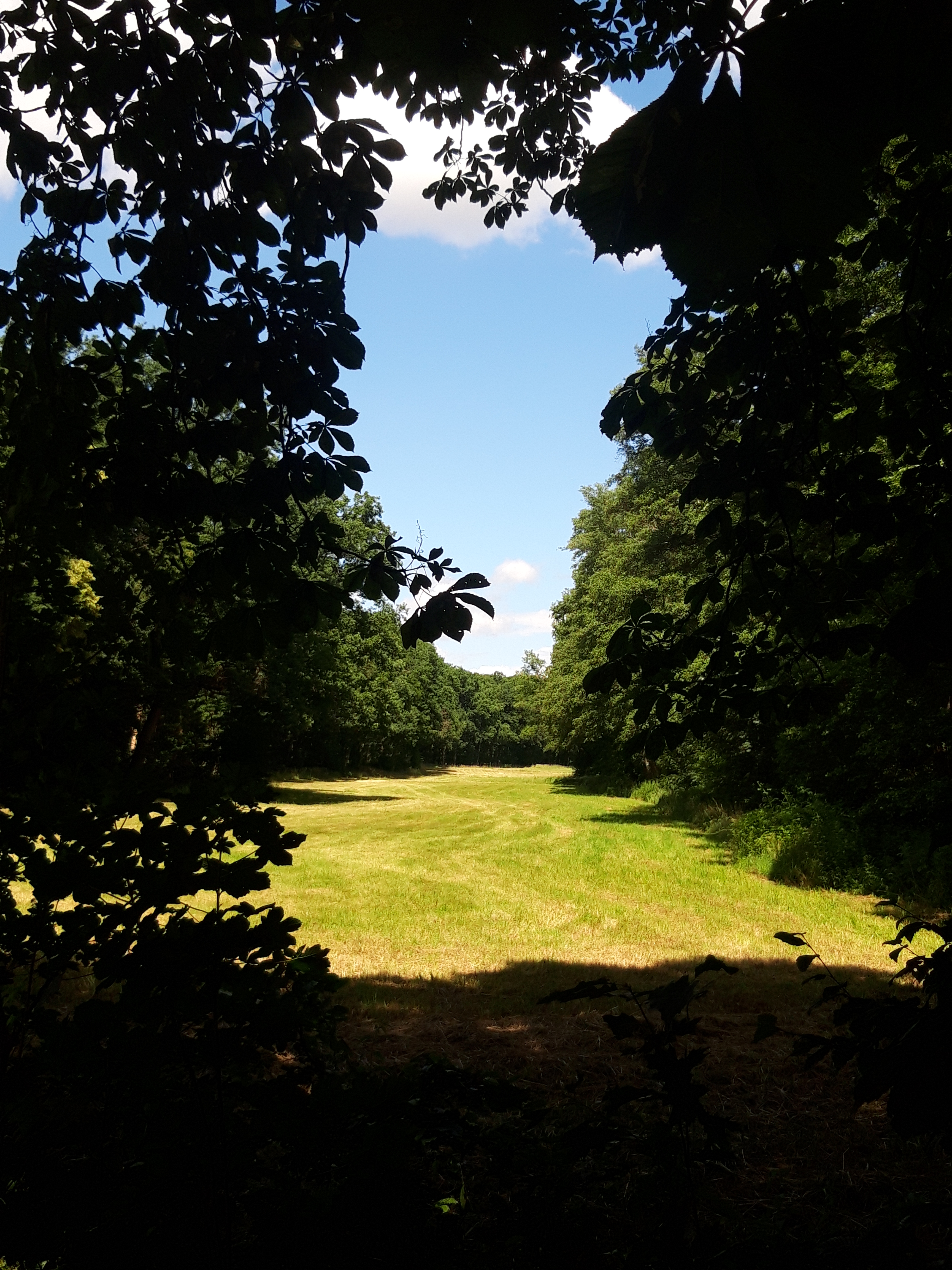
Wiesenaue (2020)